# Prisilni izomorfizem
Prisilna izomorfna sprememba ali prisilni izomorfizem vključuje pritiske na organizacijo s strani drugih organizacij, od katerih je odvisna, in kulturnih pričakovanj družbe.
Nekateri od teh imajo vladne mandate, nekateri izhajajo iz pogodbenega prava ali zahtev glede finančnega poročanja. »Organizacije so vedno bolj homogene znotraj določenih domen in vse bolj organizirane okoli ritualov skladnosti s širšimi institucijami.« Politične organizacije ta koncept dokončno normalizirajo.
Prisilni izomorfizem je v nasprotju z mimetičnim izomorfizmom, kjer negotovost spodbuja posnemanje, in podoben normativnemu izomorfizmu, kjer poklicni standardi ali mreže vplivajo na spremembe.
Velike korporacije imajo lahko podoben vpliv na svoje podružnice.